# Annette Echikunwoke
Annette Nneka Echikunwoke (* 26. Juli 1996 in Pickerington, Ohio) ist eine nigerianisch-US-amerikanische Leichtathletin, die sich auf den Hammerwurf spezialisiert hat. 2024 gewann sie für die Vereinigten Staaten die Silbermedaille bei den Olympischen Sommerspielen in Paris.

## Sportliche Laufbahn
Annette Echikunwoke absolvierte ein Studium an der University of Cincinnati und stellte 2021 in Tucson mit 75,49 m einen Afrikarekord im Hammerwurf auf und wollte für Nigeria an den Olympischen Sommerspielen in Tokio teilnehmen. Ein Start wurde ihr aber von nigerianischen Behörden kurz vor Beginn der Spiele untersagt. Im Jahr darauf startete sie für die Vereinigten Staaten  bei den Weltmeisterschaften in Eugene und gelangte dort mit 68,12 m im Finale auf den zwölften Platz. 2023 siegte sie mit 71,11 m beim USATF NYC Grand Prix und im Jahr darauf gewann sie bei den Olympischen Sommerspielen in Paris mit 75,48 m im Finale die Silbermedaille hinter der Kanadierin Camryn Rogers.
In den Jahren 2021 und 2024 wurde Echikunwoke nigerianische Meisterin im Hammerwurf.

## Persönliches
Echikunwoke ist die Cousine der US-amerikanischen Schauspielerin Megalyn Echikunwoke.